# West Melbourne
West Melbourne ist eine Stadt im Brevard County im US-Bundesstaat Florida. Das U.S. Census Bureau hat bei der Volkszählung 2020 eine Einwohnerzahl von 25.924 ermittelt.

## Geographie
West Melbourne grenzt an die Städte Melbourne, Palm Bay und Melbourne Village. Die Stadt liegt rund 50 Kilometer südlich von Titusville sowie etwa 90 Kilometer südwestlich von Orlando.

## Demographische Daten
Laut der Volkszählung 2010 verteilten sich die damaligen 18.355 Einwohner auf 8.881 Haushalte. Die Bevölkerungsdichte lag bei 695,3 Einw./km². 85,5 % der Bevölkerung bezeichneten sich als Weiße, 4,9 % als Afroamerikaner, 0,3 % als Indianer und 5,0 % als Asian Americans. 1,5 % gaben die Angehörigkeit zu einer anderen Ethnie und 2,8 % zu mehreren Ethnien an. 9,0 % der Bevölkerung bestand aus Hispanics oder Latinos.
Im Jahr 2010 lebten in 28,3 % aller Haushalte Kinder unter 18 Jahren sowie 33,9 % aller Haushalte Personen mit mindestens 65 Jahren. 63,7 % der Haushalte waren Familienhaushalte (bestehend aus verheirateten Paaren mit oder ohne Nachkommen bzw. einem Elternteil mit Nachkomme). Die durchschnittliche Größe eines Haushalts lag bei 2,34 Personen und die durchschnittliche Familiengröße bei 2,89 Personen.
23,1 % der Bevölkerung waren jünger als 20 Jahre, 23,1 % waren 20 bis 39 Jahre alt, 26,6 % waren 40 bis 59 Jahre alt und 27,3 % waren mindestens 60 Jahre alt. Das mittlere Alter betrug 43 Jahre. 47,6 % der Bevölkerung waren männlich und 52,4 % weiblich.
Das durchschnittliche Jahreseinkommen lag bei 52.922 $, dabei lebten 8,7 % der Bevölkerung unter der Armutsgrenze.
Im Jahr 2000 war Englisch die Muttersprache von 91,90 % der Bevölkerung, spanisch sprachen 5,75 % und 2,35 % hatten eine andere Muttersprache.

## Verkehr
West Melbourne wird von der Interstate 95 und dem U.S. Highway 192 (SR 500) durchquert.
Unmittelbar nördlich der Stadt liegt der Melbourne International Airport.